# Benevento Calcio 2014-2015
Questa voce raccoglie le informazioni riguardanti il Benevento Calcio nelle competizioni ufficiali della stagione 2014-2015.

## Stagione
Il Benevento nella stagione 2014-2015, disputa il suo 40º campionato di terza serie. Sulla panchina viene confermato Fabio Brini, che ha portato i campani alla semifinale play-off nello scorso campionato.
A causa dei numerosi infortuni sopraggiunti durante lo svolgimento del campionato, vengono annessi alla rosa Stefano Layeni, Riccardo Allegretti e Gaetano D'Agostino, rispettivamente l'8 ottobre, il 13 novembre e il 1º dicembre del 2014.
Il 19 aprile, nonostante il secondo posto in campionato e il record per i sanniti di 71 punti, Brini viene esonerato dalla guida della squadra giallorossa, chiudendo così la sua esperienza con 47 partite disputate, 91 punti conquistati, 24 vittorie, 16 pareggi e 6 sconfitte.

## Divise e sponsor
Lo sponsor tecnico per la stagione 2014-2015 è Frankie Garage Sport, mentre lo sponsor ufficiale è Italian Vento Power Corporation
| Casa | Trasferta | Terza divisa |

## Organigramma societario
Dal sito ufficiale della società
Area direttiva
- Presidente: Oreste Vigorito
- Amministratore Delegato: Ferdinando Renzulli
- Area contabilità: Maurizio Romano

Area organizzativa
- Segretario generale: Giovanni Mastrangeli
- Addetta segreteria: Valeria Maiello
- Team manager: Alessandro Cilento
- Responsabile Sicurezza Stadio: Federica Festa
- Vice delegato sicurezza stadio: Marciano D'Avino
- Delegato Rapporto coi tifosi: Alessandro Cilento

Area comunicazione
- Responsabile della comunicazioni: Iris Travaglione
- Responsabile marketing: Otto Media S.r.l – Dott. Fabio Siniscalchi

Area tecnica
- Direttore sportivo: Salvatore Di Somma
- Allenatore: Fabio Brini
- Allenatore in seconda: Gabriele Baldassarri
- Preparatore dei portieri: Sebastiano Aprile
- Preparatore atletico: Alessandro Ciullini

Area sanitaria
- Responsabile sanitario: Mario Luciano
- Medico sociale: Raffaele Fuiano
- Medico sociale: Walter Giorgione
- Fisioterapista: Ernesto Galliano
- Nutrizionista: Raffaele Canonico
- Magazziniere: Antonio Micco

## Rosa
| N. |                    | Ruolo | Calciatore           |
| -- | ------------------ | ----- | -------------------- |
|    | Italia (bandiera)  | P     | Stefano Layeni       |
|    | Italia (bandiera)  | P     | Pasquale Pane        |
|    | Italia (bandiera)  | P     | Riccardo Piscitelli  |
|    | Italia (bandiera)  | D     | Gianmarco Bassini    |
|    | Croazia (bandiera) | D     | Vedran Celjak        |
|    | Italia (bandiera)  | D     | Simone D'Angelo      |
|    | Italia (bandiera)  | D     | Domenico Frasciello  |
|    | Italia (bandiera)  | D     | Fabio Lucioni        |
|    | Italia (bandiera)  | D     | Emanuele Padella     |
|    | Italia (bandiera)  | D     | Gennaro Scognamiglio |
|    | Italia (bandiera)  | D     | Enrico Pezzi         |
|    | Camerun (bandiera) | D     | Thomas Som           |
|    | Italia (bandiera)  | D     | Salvatore Tazza      |
|    | Italia (bandiera)  | C     | Riccardo Allegretti  |

| N. |                      | Ruolo | Calciatore                 |
| -- | -------------------- | ----- | -------------------------- |
|    | Ghana (bandiera)     | C     | Daniel Kofi Agyei          |
|    | Italia (bandiera)    | C     | Alessio Campagnacci        |
|    | Italia (bandiera)    | C     | Gaetano D'Agostino         |
|    | Italia (bandiera)    | C     | Andrea De Falco            |
|    | Italia (bandiera)    | C     | Andrea Doninelli           |
|    | Italia (bandiera)    | C     | Donato Iuliano             |
|    | Italia (bandiera)    | C     | Fabrizio Melara (capitano) |
|    | Senegal (bandiera)   | C     | Djiby N'Diaye              |
|    | Italia (bandiera)    | C     | Leandro Vitiello           |
|    | Argentina (bandiera) | A     | Luis Alfageme              |
|    | Italia (bandiera)    | A     | Umberto Eusepi             |
|    | Senegal (bandiera)   | A     | Mamadou Kanoute            |
|    | Italia (bandiera)    | A     | Alessandro Marotta         |
|    | Italia (bandiera)    | A     | Fabio Mazzeo               |

## Calciomercato

### Sessione estiva(dall'1/7 all'1/9)
| Acquisti | Acquisti             | Acquisti  | Acquisti      |
| R.       | Nome                 | da        | Modalità      |
| -------- | -------------------- | --------- | ------------- |
| P        | Pasquale Pane        | Aprilia   | svincolato    |
| D        | Gianmarco Bassini    | Matera    | fine prestito |
| D        | Vedran Celjak        | Sampdoria | definitivo    |
| D        | Simone D'Angelo      | Bellaria  | fine prestito |
| D        | Domenico Frasciello  | Martina   | fine prestito |
| D        | Fabio Lucioni        | Reggina   | svincolato    |
| D        | Enrico Pezzi         | Pontedera | definitivo    |
| D        | Gennaro Scognamiglio | Parma     | definitivo    |
| C        | Andrea De Falco      | Bari      | definitivo    |
| C        | Leandro Vitiello     | Catanzaro | definitivo    |
| A        | Luis Alfageme        | Ternana   | svincolato    |
| A        | Umberto Eusepi       | Varese    | definitivo    |
| A        | Alessandro Marotta   | Bari      | definitivo    |
| A        | Fabio Mazzeo         | Perugia   | definitivo    |

| Cessioni | Cessioni            | Cessioni       | Cessioni      |
| R.       | Nome                | a              | Modalità      |
| -------- | ------------------- | -------------- | ------------- |
| P        | Paolo Baiocco       | Reggina        | fine prestito |
| P        | Alessio Zummo       |                | svincolato    |
| D        | Stefano Dicuonzo    | Pisa           | svincolato    |
| D        | Johad Ferretti      | Milan          | fine prestito |
| D        | Andrea Mengoni      | Ascoli         | svincolato    |
| D        | Luca Milesi         | Atalanta       | fine prestito |
| D        | Andrea Signorini    | Cittadella     | svincolato    |
| D        | Damiano Zanon       | Frosinone      | svincolato    |
| C        | Giovanni Cristofari | Como           | svincolato    |
| C        | Guido Davì          | Bassano Virtus | svincolato    |
| C        | Carlo De Risio      | Martina        | prestito      |
| C        | Guido Di Deo        |                | svincolato    |
| C        | Vinicio Espinal     | Venezia        | definitivo    |
| C        | Marco Mancosu       | Casertana      | definitivo    |
| C        | José Montiel        |                | svincolato    |
| C        | Maikol Negro        | Latina         | fine prestito |
| A        | Cristian Buonaiuto  | Teramo         | prestito      |
| A        | Jeremy Caranci      |                | svincolato    |
| A        | Matteo Di Piazza    | Savoia         | definitivo    |
| A        | Felice Evacuo       | Novara         | svincolato    |
| A        | Simone Guerra       | Matera         | prestito      |
| A        | Mattia Montini      | Arezzo         | prestito      |

### Operazioni tra le due sessioni
| Acquisti | Acquisti            | Acquisti       | Acquisti   |
| R.       | Nome                | da             | Modalità   |
| -------- | ------------------- | -------------- | ---------- |
| P        | Stefano Layeni      |                | svincolato |
| C        | Riccardo Allegretti |                | svincolato |
| C        | Gaetano D'Agostino  | Fidelis Andria | svincolato |

| Cessioni | Cessioni       | Cessioni | Cessioni   |
| R.       | Nome           | a        | Modalità   |
| -------- | -------------- | -------- | ---------- |
| P        | Stefano Layeni |          | svincolato |

### Sessione invernale(dal 5/1 al 2/2)
| Acquisti | Acquisti      | Acquisti | Acquisti |
| R.       | Nome          | da       | Modalità |
| -------- | ------------- | -------- | -------- |
| C        | Djiby N'Diaye | Chievo   | prestito |

| Cessioni | Cessioni            | Cessioni          | Cessioni |
| R.       | Nome                | a                 | Modalità |
| -------- | ------------------- | ----------------- | -------- |
| D        | Gianmarco Bassini   | Ischia Isolaverde | prestito |
| D        | Domenico Frasciello | Monza             | prestito |
| A        | Cristian Buonaiuto  | Torres            | prestito |
| A        | Simone Guerra       | Venezia           | prestito |

## Risultati

### Lega Pro

#### Girone di andata
| Arbitro: | Balice (Termoli) |

|  |           |              |
|  | Marcatori | 43’ Alfageme |

| Arbitro: | Giovani (Grosseto) |

|                  |           |            |
| Scognamiglio 37’ | Marcatori | 56’ Pagano |

| Arbitro: | Di Martino (Teramo) |

|                               |           |                                                   |
| Sanseverino 18’ Cremaschi 39’ | Marcatori | 7’ (rig.) Eusepi 60’ (aut.) Checcucci 61’ Marotta |

| Arbitro: | Marini (Roma 1) |

|                         |           |  |
| Alfageme 11’ Melara 19’ | Marcatori |  |

| Arbitro: | Lacagnina (Caltanissetta) |

|             |           |                   |
| Cascone 80’ | Marcatori | 72’ (rig.) Eusepi |

| Arbitro: | Guarino (Caltanissetta) |

|               |           |  |
| Doninelli 64’ | Marcatori |  |

| Arbitro: | Dei Giudici (Latina) |

|                        |           |                        |
| Fella 89’ Caturano 90’ | Marcatori | 12’ Marotta 24’ Eusepi |

| Arbitro: | Lanza (Nichelino) |

|  |           |             |
|  | Marcatori | 41’ Marotta |

| Benevento 19 ottobre 2014, ore 14:30 CEST 9ª giornata | Benevento            | 0 – 0 referto | Salernitana | Stadio Ciro Vigorito (6.383 spett.)\| Arbitro: \| Cifelli (Campobasso) \| |
| Arbitro:                                              | Cifelli (Campobasso) |               |             |                                                                           |

| Arbitro: | Rossi (Rovigo) |

|  |           |                                  |
|  | Marcatori | 26’ Scognamiglio 33’ Campagnacci |

| Arbitro: | Rapuano (Rimini) |

|                           |           |               |
| Eusepi 19’, 71’ Agyei 89’ | Marcatori | 88’ Del Sante |

| Arbitro: | Tardino (Milano) |

|             |           |  |
| Marotta 27’ | Marcatori |  |

| Arbitro: | Illuzzi (Molfetta) |

|                        |           |                                |
| Calamai 7’ Girardi 65’ | Marcatori | 34’ Alfageme 71’ (rig.) Eusepi |

| Arbitro: | Baroni (Firenze) |

|             |           |                         |
| Padella 80’ | Marcatori | 12’ Salvi 17’ Abruzzese |

| Arbitro: | Serra (Torino) |

|  |           |                              |
|  | Marcatori | 4’ Alfageme 32’ Scognamiglio |

| Arbitro: | Fiore (Barletta) |

|                                   |           |                              |
| Marotta 22’, 90’ Scognamiglio 88’ | Marcatori | 50’, 58’ Letizia 76’ Iannini |

| Arbitro: | Guccini (Albano Laziale) |

|                |           |                  |
| Bjelanović 48’ | Marcatori | 18’ Scognamiglio |

| Arbitro: | Colarossi (Roma 2) |

|                                            |           |                        |
| Eusepi 16’ (rig.) Alfageme 28’ Marotta 41’ | Marcatori | 3’ Magli 75’ Tortolano |

| Arbitro: | Morreale (Roma 1) |

|                |           |                 |
| Di Carmine 18’ | Marcatori | 74’, 77’ Eusepi |

#### Girone di ritorno
| Arbitro: | Strippoli (Bari) |

|                          |           |  |
| Padella 39’ Alfageme 44’ | Marcatori |  |

| Arbitro: | Pelagatti (Arezzo) |

|  |           |            |
|  | Marcatori | 8’ Marotta |

| Arbitro: | Amoroso (Paola) |

|            |           |  |
| Eusepi 61’ | Marcatori |  |

| Arbitro: | Martinelli (Roma 2) |

|                         |           |                 |
| Sarno 30’ Gigliotti 88’ | Marcatori | 11’, 79’ Eusepi |

| Arbitro: | Giua (Pisa) |

|                       |           |  |
| Eusepi 51’ Mazzeo 79’ | Marcatori |  |

| Arbitro: | Paolini (Ascoli Piceno) |

|  |           |            |
|  | Marcatori | 50’ Eusepi |

| Arbitro: | Ranaldi (Tivoli) |

|                            |           |           |
| Campagnacci 13’ Eusepi 90’ | Marcatori | 19’ Pinna |

| Arbitro: | Prontera (Bologna) |

|              |           |                |
| Eusepi 90+1’ | Marcatori | 38’ Cortellini |

| Arbitro: | Serra (Torino) |

|                                 |           |  |
| Gabionetta 51’ Calil 66’ (rig.) | Marcatori |  |

| Benevento 11 marzo 2015, ore 20:30 CET 29ª giornata | Benevento           | 0 – 0 referto | Aversa Normanna | Stadio Ciro Vigorito (3.000 spett.)\| Arbitro: \| Vesprini (Macerata) \| |
| Arbitro:                                            | Vesprini (Macerata) |               |                 |                                                                          |

| Arbitro: | Lanza (Nichelino) |

|  |           |            |
|  | Marcatori | 43’ Eusepi |

| Caserta 20 marzo 2015, ore 20:45 CET 31ª giornata | Casertana       | 0 – 0 referto | Benevento | Stadio Alberto Pinto (5.500 spett.)\| Arbitro: \| Marini (Roma 1) \| |
| Arbitro:                                          | Marini (Roma 1) |               |           |                                                                      |

| Arbitro: | Caso (Verona) |

|                        |           |  |
| Mazzeo 32’ Lucioni 42’ | Marcatori |  |

| Arbitro: | Dei Giudici (Latina) |

|            |           |  |
| Papini 75’ | Marcatori |  |

| Arbitro: | Rapuano (Rimini) |

|                                                             |           |  |
| D'Agostino 30’ Di Lorenzo 71’ (aut.) Mazzeo 74’ Marotta 82’ | Marcatori |  |

| Arbitro: | Paolini (Ascoli Piceno) |

|                          |           |                  |
| Bernardi 25’ Madonia 30’ | Marcatori | 90’ Scognamiglio |

| Arbitro: | Morreale (Roma 1) |

|                   |           |           |
| Eusepi 27’ (rig.) | Marcatori | 70’ Nigro |

| Arbitro: | Schirru (Nichelino) |

|  |           |           |
|  | Marcatori | 31’ Agyei |

| Arbitro: | Guccini (Albano Laziale) |

|           |           |              |
| Pezzi 76’ | Marcatori | 26’ Contessa |

#### Play-off
| Arbitro: | Martinelli (Roma 2) |

|            |           |                 |
| Mazzeo 51’ | Marcatori | 60’, 90+1’ Ganz |

### Coppa Italia

#### Turni preliminari
| Arbitro: | Viotti (Tivoli) |

|                           |           |  |
| Doninelli 65’ Padella 89’ | Marcatori |  |

| Arbitro: | Pinzani (Empoli) |

|                                                        |                      |                                                     |
| Mazzarani 2’ Moreo 36’                                 | Marcatori            | 28’ Doninelli 90+2’ Marotta                         |
| Troiano César Latour Russo Costa Ferreira Malele Botta | Tiri di rigore 5 – 4 | Doninelli Lucioni Montini Som Marotta Celjak Melara |

### Coppa Italia Lega Pro
| Arbitro: | Amoroso (Paola) |

|                             |           |             |
| Mancino 23’ (rig.) Idda 30’ | Marcatori | 84’ Lucioni |

## Statistiche
Statistiche aggiornate al 31 agosto 2014.

### Statistiche di squadra
| Competizione          | Punti | In casa | In casa | In casa | In casa | In casa | In casa | In trasferta | In trasferta | In trasferta | In trasferta | In trasferta | In trasferta | Totale | Totale | Totale | Totale | Totale | Totale | D.R |
| Competizione          | Punti | G       | V       | N       | P       | Gf      | Gs      | G            | V            | N            | P            | Gf           | Gs           | G      | V      | N      | P      | Gf     | Gs     | D.R |
| --------------------- | ----- | ------- | ------- | ------- | ------- | ------- | ------- | ------------ | ------------ | ------------ | ------------ | ------------ | ------------ | ------ | ------ | ------ | ------ | ------ | ------ | --- |
| Lega Pro              | 76    | 19      | 11      | 7       | 1       | 34      | 20      | 19           | 10           | 6            | 3            | 24           | 16           | 38     | 21     | 13     | 4      | 55     | 29     | +24 |
| Coppa Italia          | -     | 1       | 1       | 0       | 0       | 2       | 0       | 1            | 0            | 1            | 0            | 2            | 2            | 2      | 1      | 1      | 0      | 4      | 2      | +2  |
| Coppa Italia Lega Pro | -     | -       | -       | -       | -       | -       | -       | 1            | 0            | 0            | 1            | 1            | 2            | 1      | 0      | 0      | 1      | 1      | 2      | -1  |
| Totale                | 76    | 20      | 12      | 7       | 1       | 36      | 20      | 21           | 10           | 7            | 4            | 27           | 20           | 41     | 22     | 14     | 5      | 60     | 34     | +25 |

### Andamento in campionato
| Giornata  | 1 | 2 | 3 | 4 | 5 | 6 | 7 | 8 | 9 | 10 | 11 | 12 | 13 | 14 | 15 | 16 | 17 | 18 | 19 | 20 | 21 | 22 | 23 | 24 | 25 | 26 | 27 | 28 | 29 | 30 | 31 | 32 | 33 | 34 | 35 | 36 | 37 | 38 |
| --------- | - | - | - | - | - | - | - | - | - | -- | -- | -- | -- | -- | -- | -- | -- | -- | -- | -- | -- | -- | -- | -- | -- | -- | -- | -- | -- | -- | -- | -- | -- | -- | -- | -- | -- | -- |
| Luogo     | T | C | T | C | T | C | T | T | C | T  | C  | C  | T  | C  | T  | C  | T  | C  | T  | C  | T  | C  | T  | C  | T  | C  | C  | T  | C  | T  | T  | C  | T  | C  | T  | C  | T  | C  |
| Risultato | V | N | V | V | N | V | N | V | N | V  | V  | V  | N  | P  | V  | N  | N  | V  | V  | V  | V  | V  | N  | V  | V  | V  | N  | P  | N  | V  | N  | V  | P  | V  | P  | N  | V  | N  |
| Posizione | 4 | 5 | 4 | 2 | 2 | 1 | 1 | 2 | 2 | 1  | 1  | 1  | 1  | 2  | 2  | 2  | 3  | 2  | 1  | 1  | 1  | 1  | 1  | 1  | 1  | 1  | 1  | 2  | 2  | 2  | 2  | 2  | 2  | 2  | 2  | 2  | 2  | 2  |

Fonte:  GIRONE C STATISTICA, su lega-pro.com.
Legenda:

Luogo: C = Casa; T = Trasferta. Risultato: V = Vittoria; N = Pareggio; P = Sconfitta.

### Statistiche dei giocatori
Sono in corsivo i calciatori che hanno lasciato la società a stagione in corso.
| Giocatore       | Lega Pro | Lega Pro | Lega Pro    | Lega Pro   | Coppa Italia | Coppa Italia | Coppa Italia | Coppa Italia | Coppa Italia Lega Pro | Coppa Italia Lega Pro | Coppa Italia Lega Pro | Coppa Italia Lega Pro | Totale   | Totale | Totale      | Totale     |
| Giocatore       | Presenze | Reti     | Ammonizioni | Espulsioni | Presenze     | Reti         | Ammonizioni  | Espulsioni   | Presenze              | Reti                  | Ammonizioni           | Espulsioni            | Presenze | Reti   | Ammonizioni | Espulsioni |
| --------------- | -------- | -------- | ----------- | ---------- | ------------ | ------------ | ------------ | ------------ | --------------------- | --------------------- | --------------------- | --------------------- | -------- | ------ | ----------- | ---------- |
| D. Agyei        | 25       | 1        | 5           | 1          | 1            | 0            | 0            | 0            | 1                     | -                     | -                     | -                     | 27       | 1      | 5           | 1          |
| L. Alfageme     | 27       | 6        | 8           | 1          | -            | -            | -            | -            | 1                     | -                     | 1                     | -                     | 28       | 6      | 9           | 1          |
| R. Allegretti   | 2        | 0        | 0           | 0          | -            | -            | -            | -            | -                     | -                     | -                     | -                     | 2        | 0      | 0           | 0          |
| G. Bassini      | 3        | 0        | 0           | 0          | 0            | 0            | 0            | 0            | 1                     | -                     | -                     | -                     | 4        | 0      | 0           | 0          |
| A. Campagnacci  | 30       | 2        | 4           | 0          | 2            | 0            | 0            | 0            | -                     | -                     | -                     | -                     | 32       | 2      | 4           | 0          |
| V. Celjak       | 24       | 0        | 4           | 1          | 2            | 0            | 0            | 0            | -                     | -                     | -                     | -                     | 26       | 0      | 4           | 1          |
| G. D'Agostino   | 11       | 0        | 0           | 0          | -            | -            | -            | -            | -                     | -                     | -                     | -                     | 11       | 0      | 0           | 0          |
| S. D'Angelo     | 2        | 0        | 0           | 0          | -            | -            | -            | -            | -                     | -                     | -                     | -                     | 2        | 0      | 0           | 0          |
| A. De Falco     | 3        | -        | 1           | -          | -            | -            | -            | -            | -                     | -                     | -                     | -                     | 3        | -      | 1           | -          |
| N. Djiby        | 3        | -        | 0           | 1          | -            | -            | -            | -            | -                     | -                     | -                     | -                     | 3        | -      | 0           | 1          |
| A. Doninelli    | 10       | 1        | 2           | 0          | 2            | 2            | 0            | 0            | -                     | -                     | -                     | -                     | 12       | 3      | 2           | 0          |
| U. Eusepi       | 30       | 17       | 2           | 0          | 2            | 0            | 0            | 0            | -                     | -                     | -                     | -                     | 32       | 17     | 2           | 0          |
| D. Frasciello   | -        | -        | -           | -          | -            | -            | -            | -            | 1                     | -                     | -                     | -                     | 1        | -      | -           | -          |
| M. Kanoute      | 11       | 0        | 2           | 2          | 2            | 0            | 1            | 0            | 1                     | -                     | -                     | -                     | 14       | 0      | 3           | 2          |
| D. Layeni       | 0        | 0        | 0           | 0          | 0            | 0            | 0            | 0            | 1                     | -2                    | -                     | -                     | 1        | -2     | 0           | 0          |
| F. Lucioni      | 29       | 0        | 6           | 0          | 2            | 0            | 1            | 0            | 1                     | 1                     | -                     | -                     | 32       | 1      | 7           | 0          |
| A. Marotta      | 29       | 8        | 7           | -          | 2            | 1            | 0            | 0            | -                     | -                     | -                     | -                     | 31       | 9      | 7           | 0          |
| F. Mazzeo       | 26       | 1        | 3           | -          | 0            | 0            | 0            | 0            | 1                     | -                     | 1                     | -                     | 27       | 1      | 4           | 0          |
| F. Melara       | 14       | 1        | 2           | -          | 2            | 0            | 0            | 0            | -                     | -                     | -                     | -                     | 16       | 1      | 2           | 0          |
| M. Montini      | 1        | 0        | 0           | 0          | 2            | 0            | 0            | 0            | -                     | -                     | -                     | -                     | 3        | 0      | 0           | 0          |
| E. Padella      | 17       | 2        | 4           | -          | 2            | 1            | 0            | 0            | 1                     | -                     | 1                     | -                     | 20       | 3      | 5           | 0          |
| P. Pane         | 22       | -17      | 0           | 0          | 0            | -0           | 0            | 0            | -                     | -                     | -                     | -                     | 22       | -17    | 0           | 0          |
| E. Pezzi        | 24       | 0        | 1           | 0          | -            | -            | -            | -            | 1                     | -                     | -                     | -                     | 25       | 0      | 1           | 0          |
| R. Piscitelli   | 9        | -7       | 0           | 0          | 2            | -2           | 0            | 0            | -                     | -                     | -                     | -                     | 11       | -9     | 0           | 0          |
| G. Scognamiglio | 29       | 5        | 6           | 0          | -            | -            | -            | -            | -                     | -                     | -                     | -                     | 29       | 5      | 6           | 0          |
| T. Som          | 14       | -        | 4           | -          | 2            | 0            | 0            | 0            | -                     | -                     | -                     | -                     | 16       | 0      | 4           | 0          |
| L. Vitiello     | 24       | 0        | 8           | 0          | 1            | 0            | 1            | 0            | -                     | -                     | -                     | -                     | 25       | 0      | 9           | 0          |